# Tito García González
Tito García González (Salamanca, 11 de octubre de 1974) es un pianista y compositor español, doctor “Cum Laude” en Música y su Ciencia y Tecnología por la Universidad Politécnica de Madrid, y creador del movimiento musical transmoderno.

## Formación
Con apenas 4 años recibe las primeras lecciones de piano y de música de su madre, titulada por el Conservatorio Profesional de Música de Valladolid. En 1980 su familia se traslada a Málaga, estudiando en el Colegio Paulo Freire, y cursando el B.U.P. y el C.O.U. en el Instituto Emilio Prados.  A los 8 años comienza sus estudios musicales en el Conservatorio Superior de Música de Málaga con los profesores Carmen Arrabal y Mª Ángeles Reina (Solfeo), Perfecto Artola (Conjunto coral), Adalberto Martínez (Pedagogía musical), Ramón Roldán Samiñán (Formas musicales), Gonzalo Martín Tenllado (Historia de la Música y Estética), José Raso (Armonía), Julia Casquero, Horacio Socías y José Felipe Díaz (Piano). Obtiene el Título de Profesor de Piano, destacando sobre todo en las asignaturas de conjunto coral, piano y música de cámara. Realiza cursos de interpretación con Oleg Marshev, Emile Naoumoff y amplía estudios de piano durante 1 año con Ramón Coll en Madrid.
En 1995 es admitido como Gaststudent (estudiante invitado) en la Universidad de las Artes de Bremen (en alemán: Hochschule für Künste) (Alemania) y en 1996 gana la beca artística “Wardwell” de la Fundación Alexander von Humboldt para realizar en Alemania los estudios superiores de música. Allí estudia piano con Kurt Seibert, música contemporánea con Michael Wendeberg,  historia de la música y estética con Nicolas Schalz,  teoría musical, armonía y contrapunto con Hans Jürgen Feilke,  y música antigua con Stephen Stubbs. En 2001 obtiene el Título Superior de Música-Formación Artística en la Especialidad Piano (Künstlerische Ausbildung) con las máximas calificaciones (SEHR GUT). Asiste también a las clases magistrales de Hans Palsson,  Setsuko Iwasaky y Amadeus Webersinke (piano), Martin Fischer-Dieskau  (dirección de orquesta y coro), Peter Cossé (crítica musical) y Younghi Pagh-Paan (composición). Durante sus años de estudiante en Bremen, tiene ocasión de asistir a los ensayos de la Deutsche Kammerphilharmonie Bremen, y recibe consejos musicales de los solistas españoles y miembros de la orquesta David Tomás e Higinio Arrué.
Al finalizar sus estudios en Bremen,  es invitado durante dos años por el Quinteto de Vientos de la Orquesta Filarmónica de Berlín (Andreas Wittmann, Michael Hassel, Fergus McWilliam, Henning Trog y Walter Seyfarth) para ampliar y perfeccionar con ellos su repertorio de música de cámara. Además de su permanente contacto con los músicos de la orquesta, con los estudiantes de la Karajan Akademie, y de su gran interés por la tradición musical de la Filarmónica de Berlín, su estancia en la capital alemana le permite conocer el trabajo y la calidad sonora de la orquesta berlinesa y de muchos de sus grupos de cámara. También tiene ocasión de asistir a los ensayos y conciertos programados de varios directores como Bernard Haitink, Seiji Ozawa, Claudio Abbado y Sir Simon Rattle.
Gracias a la amistad que forja en Baviera con la contralto wagneriana, Elisabeth Schärtel,  durante su participación en el Festival de Jóvenes Artistas de Bayreuth de 1998-99, y el "Max Reger Tage" de Baviera,  tiene ocasión de asistir a los ensayos y a la representación en el Palacio de Festivales de Bayreuth de varias óperas wagnerianas (Los Maestros Cantores de Nuremberg, El Anillo del Nibelungo y Parsifal),  que le permite conocer también el trabajo y el sonido de la orquesta del Festival de Bayreuth con la música de Wagner. En 2001 regresa a España, donde realiza los Cursos de Doctorado en Historia y Ciencias de la Música,  y el I Máster en Gestión y Promoción de la Música, ambos en la Universidad Autónoma de Madrid, siempre bajo la tutela y recibiendo enseñanzas del Catedrático José Peris Lacasa. Estudia canto y técnica vocal durante tres años con la profesora Laura Muñoz, composición y orquestación con Emilio Coello Cabrera, y se perfecciona en dirección de orquesta y ópera con el maestro Miquel Ortega, heredero directo de la Escuela de Celibidache.

## Biografía artística
A la temprana edad de 8 años Tito García González ofrece su primer concierto interpretando el Álbum de la Juventud de Schumann. Con 14 años gana una beca de la Caja de Ahorros de Málaga que le permite dar varios conciertos en Estados Unidos e Inglaterra. Después toca en varias ediciones de la Muestra de Jóvenes Intérpretes en la Sala María Cristina de Málaga y en 1993 tiene la oportunidad de grabar su primer CD.
En 1996 realiza en Alemania su debut como pianista profesional,  y desde entonces actúa principalmente en España, Alemania, Argentina, Portugal y Rusia. A partir de este debut, es invitado a tocar periódicamente en Alemania dentro de los monográficos programados sobre L.v. Beethoven, Robert Schumann, F. Chopin, J. Brahms, Max Reger y F. Liszt –interpretando en el piano original de Liszt que se encuentra en la Sala “Steingräber & Söhne” de Bayreuth-. Asimismo se presenta, entre otros,  en la sala Siebold de Bonn,  el Festival Internacional de Jóvenes Artistas de Bayreuth, el Festival Internacional Max Reger de Baviera,  el Festival de Música Iberoamericana de Bremen,  el Domspatzen de Regensburg, el Altes Rathaus de Weiden, la Sociedad Polaco-Alemana de Bremen –con motivo del 150 aniversario de la muerte de F. Chopin- el Instituto Cervantes, el Institut français, el Festival de Santa María d’Feira de Oporto, el Teatro Colón de Buenos Aires, el Auditorio Nacional de Música de Madrid,  Gran Teatro Meridian de Moscú, Rotary Club de Alemania, Festival Internacional de Santander,  Fundación Juan March (con motivo del Bicentenario Chopin/ Schumann), Centro Cultural Conde Duque, Sociedad Filarmónica de Málaga, Círculo de Bellas Artes de Valencia,  Juventudes Musicales de Madrid, Juventudes Musicales de Barcelona,  el Festival de Arte Sacro de la Comunidad de Madrid,  el Kulturscheune de Elbart (Baviera),  en el Centro de Arte de Alcobendas con motivo del bicentenario de F. Liszt,, el ciclo "Piano Podium" de Bremen (Alemania) y en la programación musical y los conciertos benéficos del ciclo “Alcobendas Clásica”  como director de orquesta y coro.
Destacan sus conciertos de piano con la Orquesta Sinfónica de la Radio y Televisión Rusa, la Orquesta de Cámara Collegium Musicum José Ignacio Prieto S.J., la Orquesta Sinfónica Neotonarte, La Orquesta Sinfónica Ciudad de Alcalá,
,  y la Orquesta de Cámara Discanto.  Como clavecinista y organista actúa con la Orquesta de cámara Ars Futura, y la Orquesta de cámara Rey Juan Carlos.  Como músico de cámara ha sido miembro estable de los grupos Factum y Tempo de cámara. También ha dirigido puntualmente formaciones corales como la Escolanía del Recuerdo y el coro de cámara Per Musicam, además de ser el director titular del Coro de la Universidad Tomás Moro de Madrid. Asimismo, ha dirigido el concierto de Andreas Wittmann (oboista de la Orquesta Filarmónica de Berlín) "tempo de verano" en el Auditorio del Centro de Arte de Alcobendas, y ha realizado estrenos absolutos de obras para piano, música de cámara, orquesta y coro de compositores españoles e italianos como Pedro Vilarroig, Carlos Perón Cano, Angelo Valastro, Carlos Martínez de Ibarreta, Raquel Rodríguez, Javier Tausz, etc. También ha realizado los conciertos didácticos "Aprendiendo a amar la música", compartiendo cartel con Fernando Argenta. A finales de 2013 realiza la gira "Gala del piano romántico", actuando en el Festival Internacional de Guitarra de Ponferrada, el Ciclo "Músicos del Mundo" de León, y en la Sala María Cristina de Málaga en la programación de la Sociedad Filarmónica de esta ciudad. El 11 de enero de 2014 ofreció la "Gala del piano romántico" en el Auditorio Nacional de Música de Madrid. El 1 de junio de 2016 debutó en el Carnegie Hall de Nueva York con el programa "Iberian". El 29 de mayo de 2017 debutó en la Philarmonie de Berlín
Ha grabado en directo para Bayerisches Rundfunk (Radio y Televisión de Baviera), Televisión Española y sus publicaciones discográficas para los Sellos Vihuela Discos, Caligrama y Banco de Sonido han sido emitidas por Radio Bremen, Cadena SER y  Onda Cero. El programa de Radio Clásica de R.N.E. "Música y más", emitió la grabación del CD Tito García González toca Mozart, Schumann, Liszt y Reger. Sus grabaciones de conciertos en vivo más recientes como la Sonata op. 110 de Beethoven,  la Sonata en Si menor de Liszt, y sus últimos trabajos discográficos han sido valoradas por críticos, concertistas y pedagogos internacionales como José Luis García del Busto, Emile Naumoff, Jorge Luis Prats, y Fernando Puchol. Ha participado en el programa "Los clásicos" de Radio Clásica de RNE dedicado al Neotonalismo., y en la temporada 2014-2015 ha sido el conductor del programa de música de Cadena SER Madrid Norte
Como compositor destaca el estreno de su obra para orquesta "La Marioneta de Merlín" en el Auditorio Nacional de Música de Madrid, su pieza para piano "Remembering Bernstein" en el Carnegie Hall de Nueva York, y "Guernica" para piano en la Philarmonie de Berlín
Sus composiciones han sido emitidas en el programa "Música Viva" y “Sinfonía de la mañana” de Radio de Clásica de RNE.
Tito García González es considerado por la crítica y la prensa española como "uno de los concertistas españoles de mayor renombre",, "uno de los mejores concertistas de piano de la actualidad", y ha sido definido por la crítica alemana como "el gran talento de la próxima generación, capaz de fascinar al oyente con su gran caudal de medios expresivos y tonales, alegría, espontaneidad y profunda expresividad".
Ha sido director titular del Coro y profesor de la Universidad Tomás Moro de Madrid y director titular de la Orquesta de Cámara Collegium Musicum José Ignacio Prieto. Es asesor musical del Círculo Valenciano de Madrid (Premio Insigne de la Música Valenciana). Es profesor de piano en la Universidad Pontificia Comillas ICADE-ICAI
Está casado y es padre de dos hijos.

## Discografía
- Muestra de jóvenes intérpretes (1993, Vihuela Discos)
- Tito García González, Grabaciones en vivo (2001, Caligrama)
- Tito García González toca Mozart, Schumann, Liszt, Reger (2006, Banco de Sonido)[41]
- Quixote in New York (2017, Orpheus Classical)
- Retro-Garde (2020, Tito García González)
- The Puppet Circus, Live (2022, Tito García González)
- Cénit: un viaje sin límites (2023, Tito García González)

## Premios y reconocimientos
- Best Short Award (2003)[42]
- Premio Melómano de Oro (2018)